# 1241

## Události
- vpád Mongolů do střední Evropy
- 9. duben – bitva u Lehnice – porážka polských a slezských vojsk Mongoly
- 11. duben – bitva na Slané – porážka Bély IV. Uherského mongolským Batúem
- mongolský vpád na Moravu
- Porážka Tatarů úpickými občany a následné odměnění králem Václavem I.
- první písemná zmínka o české obci Benátky

probíhající události
- 1223–1242 – Mongolský vpád do Evropy
- 1241–1242 – Mongolský vpád do Uher

## Narození
- 4. září – Alexandr III. Skotský, král skotský († 19. března 1286)
- Eleonora Kastilská, anglická královna jako první manželka krále Eduarda I. († 29. listopadu 1290)
- Žofie Eriksdotter Dánská, manželka švédského krále Valdemara Birgerssona († 1286)

## Úmrtí
- 28. března – Valdemar II. Vítězný, dánský král (* 1170)
- 9. dubna
  - Jindřich II. Pobožný, slezský kníže a vládce Polska z rodu Piastovců (* mezi roky 1196 a 1207)
  - Boleslav, Přemyslovec z větve Děpolticů (* ?)
- 20. dubna – Gautier Cornut, francouzský arcibiskup v Sens (* ?)
- 24. června – Ivan Asen II., bulharský car (* ?)
- 10. srpna – Eleonora Bretaňská, dcera Geoffroye Plantageneta a Konstancie Bretaňské (* 1184)
- 22. srpna – Řehoř IX., papež (* ?)
- 23. září – Snorri Sturluson, islandský historik, básník a politik (* 1179)
- 10. listopadu – Celestýn IV., papež (* ?)
- 1. prosince – Isabela Anglická, královna Sicílie a císařovna Svaté říše římské jako manželka Fridricha II. Štaufského (* 1214)
- 11. prosince – Ögedej, třetí syn Čingischána (* ? 1186)
- ? – Koloman Haličský, haličský král a slavonský vévoda z dynastie Arpádovců (* asi 1208)
- ? – Bohuslav I. Hrabišic, český šlechtic a nejvyšší komorník (* ?)
- ? – Amaury VII. z Montfortu, hrabě z Montfortu a z Toulouse, vikomt z Albi, Béziers a Carcassonne (* ? 1195)

## Hlava státu
- České království – Václav I.
- Svatá říše římská – Fridrich II.
- Papež – Řehoř IX., Celestýn IV.
- Anglické království – Jindřich III. Plantagenet
- Francouzské království – Ludvík IX.
- Polské knížectví – Jindřich II. Pobožný – Konrád Mazovský
- Uherské království – Béla IV.
- Latinské císařství – Balduin II.
- Nikájské císařství – Jan III. Dukas Vatatzés